# 2105 Gudy
A 2105 Gudy (ideiglenes jelöléssel 1976 DA) a Naprendszer kisbolygóövében található aszteroida. Hans-Emil Schuster fedezte fel 1976. február 29-én.